# BN Весов
BN Весов (лат. BN Librae) — одиночная переменная звезда в созвездии Весов на расстоянии (вычисленном из значения параллакса) приблизительно 26134 световых лет (около 8013 парсеков) от Солнца. Видимая звёздная величина звезды — от +15,9m до +15,2m.

## Характеристики
BN Весов — пульсирующая переменная звезда типа RR Лиры (RRAB).